# Рыбное (Сахалинская область)
Ры́бное — село в Охинском городском округе Сахалинской области России, в 76 км от районного центра.

## География
Находится на берегу Сахалинского залива.

## Население
| 2002 | 2010 | 2013 | 2021 |
| ---- | ---- | ---- | ---- |
| 86   | ↘73  | ↘64  | ↘20  |

По переписи 2002 года население — 86 человек (52 мужчины, 34 женщины). Преобладающая национальность — нивхи (70 %).